# Лаврентьєв Анатолій Йосипович
Анатолій Йосипович Лавре́нтьєв (рос. Анатолий Иосифович Лаврентьев; 1904—1984, Москва) — радянський дипломат; Надзвичайний і Повноважний Посол.

## Життєпис
Народився у 1904 році. 1931 року закінчив Московський енергетичний інститут, працював у Вищій раді народного господарства. 1933 року вступив до аспірантури Енергетичного інституту, закінчивши яку отримав там же доцентуру. Кандидат технічних наук. 1938 року перейшов на роботу в Народний комісаріат важкої промисловості СРСР; 1939 року призначений заступником голови Технічної ради Народного комісаріату електростанцій і електропромисловості СРСР.
На дипломатичній роботі з 1939 року: завідував східноєвропейським відділом Народного комісаріату закордонних справ СРСР; з 30 вересня 1939 року по 14 червня 1940 року — повноважний представник СРСР у Болгарії; з 14 червня 1940 року по 22 червня 1941 року — посланник СРСР у Румунії; у 1941—1943 роках — заступник відповідального керівника Телеграфного агентства Радянського Союзу; у 1943 році завідував Першим європейським відділом Народного комісаріату закордонних справ СРСР, а з 1943 року по березень 1944 року — відділом Близького Сходу; з 8 березня 1944 року по 13 березня 1946 року обіймав посаду народного комісара закордонних справ РРФСР; з 14 березня 1946 року по 16 серпня 1949 року — Надзвичайний і Повноважний Посол СРСР у Югославії. Був у складі радянської делегації на конференції ООН в Сан-Франциско, на першій сесії Генеральної асамблеї і на Дунайській конференції.
З серпня 1949 року по жовтень 1951 року — заступник міністра закордонних справ СРСР; з 26 жовтня 1951 року по 7 липня 1952 року — Надзвичайний і Повноважний Посол СРСР у Чехословаччині; з 7 липня 1952 року по 17 липня 1953 року — Надзвичайний і Повноважний Посол СРСР у Румунії; з 17 липня 1953 року по 19 серпня 1956 року — Надзвичайний і Повноважний Посол СРСР в Ірані; у 1956—1970 роках — співробітник центрального апарату Міністерства закордонних справ СРСР. З 1970 року — у відставці.
Помер у Москві у 1984 році, де і похований на Введенському кладовищі (ділянка № 11).

## Відзнаки
Нагороджений орденом Трудового Червоного Прапора (15 вересня 1954; у зв'язку з п'ятдесятиріччям від дня народження та відзначаючи його заслуги на дипломатичній роботі), медаллю «За доблесну працю у Великій Вітчизняній війні 1941—1945 рр.».